# Christian Delarbre
Christian Louis André Delarbre (Châlons-en-Champagne, 5 settembre 1964) è un arcivescovo cattolico francese, dal 5 luglio 2022 arcivescovo di Aix.

## Biografia
È nato a Châlons-en-Champagne, città capoluogo del dipartimento della Marna e sede vescovile, il 5 settembre 1964. Proveniente da una famiglia di immigrati italiani, che all'inizio del XX secolo si stabilirono nel Gers, è figlio di un militare. 

### Formazione e ministero sacerdotale
Dopo essersi laureato all'École centrale de Lyon in ingegneria, si è recato in Africa. Al rientro in patria, ha deciso di entrare nel seminario arcidiocesano di Tolosa.
Il 21 maggio 1995 è stato ordinato diacono a L'Isle-Jourdain, per l'arcidiocesi di Auch, dall'arcivescovo Gabriel Vanel, che il 19 maggio 1996 lo ha ordinato anche presbitero, nella cattedrale di Auch.
Dopo l'ordinazione è stato nominato vicario parrocchiale a L'Isle-Jourdain e cappellano per i giovani, dal 1996 al 2006. Nel 2007 si è laureato in teologia presso l'Institut catholique de Paris. È poi stato nominato vicario episcopale per la pastorale giovanile e membro del Consiglio episcopale, incarichi ricoperti dal 2006 al 2012.
Nel 2013 è stato nominato parroco di L'Isle-Jourdain e vicario generale dell'arcidiocesi di Auch. Dal 2013 fino al 2019 è stato anche responsabile della formazione dei diaconi permanenti della provincia ecclesiastica di Tolosa. Professore di ecclesiologia presso l'Istituto Cattolico di Tolosa dal 1996, nel 2018 è diventato rettore dell'istituto.

### Ministero episcopale
Il 5 luglio 2022 papa Francesco lo ha nominato arcivescovo di Aix; è succeduto a Christophe Dufour, dimessosi per raggiunti limiti d'età. Il 2 ottobre seguente ha ricevuto l'ordinazione episcopale, nella cattedrale di Saint-Sauveur ad Aix-en-Provence, dal cardinale Jean-Marc Aveline, arcivescovo metropolita di Marsiglia, co-consacranti Bertrand Lacombe, arcivescovo di Auch, e François Fonlupt, arcivescovo di Avignone. Durante la stessa celebrazione ha preso possesso canonico dell'arcidiocesi.

## Genealogia episcopale
La genealogia episcopale è:
- Cardinale Scipione Rebiba
- Cardinale Giulio Antonio Santori
- Cardinale Girolamo Bernerio, O.P.
- Arcivescovo Galeazzo Sanvitale
- Cardinale Ludovico Ludovisi
- Cardinale Luigi Caetani
- Cardinale Ulderico Carpegna
- Cardinale Paluzzo Paluzzi Altieri degli Albertoni
- Papa Benedetto XIII
- Papa Benedetto XIV
- Papa Clemente XIII
- Cardinale Marcantonio Colonna
- Cardinale Giacinto Sigismondo Gerdil, B.
- Cardinale Giulio Maria della Somaglia
- Cardinale Carlo Odescalchi, S.I.
- Vescovo Eugène de Mazenod, O.M.I.
- Cardinale Joseph Hippolyte Guibert, O.M.I.
- Cardinale François-Marie-Benjamin Richard
- Vescovo Marie-Prosper-Adolphe de Bonfils
- Cardinale Louis-Ernest Dubois
- Arcivescovo Jean-Arthur Chollet
- Arcivescovo Héctor Raphaël Quilliet
- Vescovo Charles-Albert-Joseph Lecomte
- Cardinale Achille Liénart
- Vescovo Jean-Baptiste-Etienne Sauvage
- Cardinale Robert-Joseph Coffy
- Arcivescovo Georges Pontier
- Cardinale Jean-Marc Aveline
- Arcivescovo Christian Delarbre